# Griechische Fußballnationalmannschaft (U-16-Junioren)
Die griechische U-16-Fußballnationalmannschaft ist eine Auswahlmannschaft griechischer Fußballspieler. Sie unterliegt dem Elliniki Podosferiki Omospondia und repräsentiert ihn international auf U-16-Ebene, etwa in Freundschaftsspielen gegen die Auswahlmannschaften anderer nationaler Verbände. Spielberechtigt sind Spieler, die ihr 16. Lebensjahr noch nicht vollendet haben und die griechische Staatsbürgerschaft besitzen, bei Einladungsturnieren kann hiervon gegebenenfalls abgewichen werden. 

## Hintergrund und Geschichte
Derzeit wird in der U-16-Altersklasse kein offizielles Turnier mehr seitens der FIFA organisiert. Seit einer Pilotphase 2012 werden seitens der UEFA sog. „Entwicklungsturniere“ veranstaltet, die jedoch nicht den Charakter einer europaweiten Meisterschaft haben. Vielmehr steht hier die Sichtung von Nachwuchstalenten und der Austausch mit anderen Verbänden im Vordergrund. 
Bis zur Anhebung des Altersniveaus nach 1989 um ein Jahr nahm die U-16-Nationalmannschaft an der Qualifikation für den entsprechenden FIFA-Weltmeisterschaftswettbewerb teil, seither tritt die U-17-Juniorenauswahl an. Der U-16-Auswahl blieb dabei eine Endrundenteilnahme verwehrt. Bis zur analogen Anhebung für die entsprechende Europameisterschaft im Jahr 2001 trat die U-16-Nationalelf ab 1982 in der Qualifikation an, bei zehn Endrundenteilnahmen war das Erreichen des Endspiel bei der EM-Endrunde 1985 der größte Erfolg. Gegen die Sowjetunion ging das Finale mit einer 0:4-Niederlage verloren. Drei weitere Mal erreichte die Auswahl zudem das Halbfinale.

## Teilnahme an U-16-Weltmeisterschaften
(ab 1991 U-17-Weltmeisterschaft)
| 1985 | Nicht qualifiziert |
| 1987 | Nicht qualifiziert |
| 1989 | Nicht qualifiziert |

## Teilnahme an U-16-Europameisterschaften
(ab 2002 U-17-Europameisterschaft)
| 1982 | nicht qualifiziert |
| 1984 | nicht qualifiziert |
| 1985 | 2. Platz           |
| 1986 | Vorrunde           |
| 1987 | Vorrunde           |
| 1988 | nicht qualifiziert |
| 1989 | Vorrunde           |
| 1990 | nicht qualifiziert |
| 1991 | 3. Platz           |
| 1992 | nicht qualifiziert |
| 1993 | Vorrunde           |
| 1994 | nicht qualifiziert |
| 1995 | nicht qualifiziert |
| 1996 | 4. Platz           |
| 1997 | nicht qualifiziert |
| 1998 | Viertelfinale      |
| 1999 | Vorrunde           |
| 2000 | 4. Platz           |
| 2001 | nicht qualifiziert |